# Parlami d'amore, Mariù
 Parlami d'amore, Mariù est une chanson italienne écrite par Ennio Neri et Cesare Andrea Bixio et interprétée par  Vittorio De Sica dans le film Les Hommes, quels mufles !. 
Elle a  été interprétée par de nombreux artistes, dont  Narciso Parigi, Tino Rossi, Giuseppe Di Stefano, Mario Del Monaco, Mario Lanza, Christian De Sica, Fred Buscaglione, Peppino Di Capri, Carlo Buti, Crivel, Jovanotti, Luciano Pavarotti, Enrico Ballano, Dmitri Hvorostovsky, Plácido Domingo, José Carreras, Johnny Dorelli, Beniamino Gigli, Mal, Elio Mauro, Natalino Otto, Aldo Salvi, Gian Stellari, Luciano Tajoli, Ferruccio Tagliavini, Mina, Luigi Tenco, Achille Togliani, Claudio Villa, Luciano Virgili, Claudio Terni, Marco Zibardi, La Crus, Stefano Bollani, Giorgio Gaber, Salvatore Adamo, Marc Hervieux et Helmut Lotti.
Elle a été adaptée en français sous le titre Le chaland qui passe.